# Poiretia
Poiretia es un género de plantas con flores con 26 especies perteneciente a la familia Fabaceae. Es originario de Sudamérica.

## Especies seleccionadas
- Poiretia angustifolia
- Poiretia aristata
- Poiretia bahiana